# Jacques François Libert
Pour les articles homonymes, voir Libert.
Jacques François Libert est un homme politique français né le 6 mai 1792 à Alençon (Orne) et mort le 21 novembre 1836 à Alençon.
Médecin à Alençon, il est député de l'Orne de 1834 à 1836, siégeant dans l'opposition de gauche.

## Sources
- « Jacques François Libert », dans Adolphe Robert et Gaston Cougny, Dictionnaire des parlementaires français, Edgar Bourloton, 1889-1891 [détail de l’édition]